# Alain Dinin
Pour les articles homonymes, voir Dinin.
Alain Dinin, né le 22 février 1951 à Boulogne-Billancourt, est le président d'honneur de Nexity depuis le 1er janvier 2023.

## Biographie

### Formation
En 1974, Alain Dinin est diplômé de l'École supérieure de commerce de Lille, devenue SKEMA Business School.

### Carrière
Alain Dinin intègre en tant que responsable administratif puis contrôleur de gestion L'Union Foncière et Financière (filiale du Crédit lyonnais). En 1978, il rejoint le groupe Arnault et devient Directeur général de Férinel puis de George V.
Entre 1996 et 2000, il est Administrateur-Directeur de la CGIS (Compagnie générale d'immobilier et de services), devient vice-président et directeur général de Nexity de 2000 à 2002 puis président du directoire de Nexity de janvier 2003 à septembre 2004, pour finir PDG en 2004.
Le 29 mars 2019, Nexity informe de la démission effective d'Alain Dinin du poste de PDG lors de la prochaine assemblée générale.
Le 22 mai 2019, à la suite d'une décision prise en assemblée générale, Alain Dinin, propose une dissociation des fonctions de président et de directeur général du groupe Nexity. Jean-Philippe Ruggieri est alors désigné pour occuper le poste de directeur général.
Le 25 avril 2020, pour faire face à la disparition soudaine de Jean-Philippe Ruggieri, le conseil d'administration décide de réunir une nouvelle fois les fonctions de président et de directeur général et de nommer Alain Dinin comme président-directeur général de la société avec effet immédiat.
Le 30 mars 2021, le conseil d’administration de Nexity vote à nouveau la dissociation des fonctions de président du conseil d’administration et de directeur général, ainsi que la nomination de Véronique Bédague comme directrice générale à l’issue de l’assemblée générale du 19 mai 2021. Alain Dinin devient alors président du conseil d’administration et du comité stratégique et des investissements.

### Rémunération
En 2018, Alain Dinin a perçu 2 000 000 € pour ses responsabilités au sein de Nexity.

### Positions politiques
Engagé politiquement, Alain Dinin soutient en 2015 Claude Bartolone dans le cadre des élections régionales en Île-de-France.
En novembre 2018, il publie une lettre ouverte dans laquelle il dénonce la politique du logement menée par Emmanuel Macron et le Gouvernement Édouard Philippe. Il reproche notamment à l’exécutif une fiscalité trop lourde sur le secteur de l’immobilier, qui génère des inégalités d’accès au logement pour les ménages les plus modestes.

## Décorations
- Commandeur de l'ordre national du Mérite Il est promu commandeur par décret du 15 mai 2015[14]. Il a été promu officier le 27 mai 2009 par décret du 30 janvier 2008[15]. Il était chevalier du 18 novembre 1999.
- Commandeur de la Légion d'honneur Il est promu officier par décret du 30 décembre 2011[16]. Il a été élevé au grade de chevalier le 5 novembre 2003 par décret du 11 juillet 2003 pour récompenser ses 28 ans d'activités professionnelles et de services militaires[17].